# Lechenaultia formosa
Lechenaultia formosa är en tvåhjärtbladig växtart som beskrevs av Robert Brown. Lechenaultia formosa ingår i släktet Lechenaultia och familjen Goodeniaceae. Inga underarter finns listade i Catalogue of Life.